# 帕圖 (北里約格蘭德州)
帕圖（葡萄牙語：Patu）是位於巴西東北部北里約格朗德州的一個市鎮。